# Tocoa
Tocoa – miasto w Hondurasie, u ujścia rzeki Tocoa do rzeki Aguán. Największe miasto w departamencie Colón; 49 377 mieszkańców (2013). Nazwa pochodzi od „Tocoacin”, co oznacza miejsce zielonych kłosów i ziemię kukurydzy.